# Algenzakdrager
De algenzakrager (Dahlica lichenella) is een vlinder uit de familie van de zakjesdragers (Psychidae). De wetenschappelijke naam van de soort gepubliceerd in 1761 door Linnaeus.
De vlinder heeft een spanwijdte van 13 tot 16 millimeter bij de mannetjes, de vrouwtjes zijn ongevleugeld.
De soort komt voor in Europa. In Nederland is de soort zeldzaam.